# Göran Nicklasson
Göran Nicklasson (20 agosto 1942 – Åmål, 27 gennaio 2018) è stato un calciatore svedese, di ruolo centrocampista.

## Carriera

### Club
Ha giocato nel Göteborg e nel GIF Sundsvall. Con il Göteborg ha vinto una Allsvenskan nel 1969.

### Nazionale
Ha Preso parte, insieme alla Nazionale di calcio della Svezia, al campionato del mondo 1970.
Nicklasson, nella nazionale di calcio della Svezia, ha totalizzato 8 presenze in cui ha segnato un solo gol.

## Palmarès

### Club

#### Competizioni nazionali
- Allsvenskan: 1

Göteborg: 1969